# Лебе
Лебе — в мифологии догонов первый предок на земле, созданный восьмым и седьмым первопредками — номмо. Лебе, в котором смешались жизненные силы восьмого первопредка, воплощавшего «слово», и седьмого — хозяина «слова», стал представителем «слова» на земле. Лебе родил двух сыновей. От старшего произошли племена догон — дион, домно ионо, а младший стал основателем племени ару.
Огон — жрец культа Лебе.